# Incorporated (série télévisée)
Incorporated ou L'Entreprise au Québec, est une série télévisée américaine de science-fiction crée par David Pastor et Àlex_Pastor en dix épisodes de 42 minutes diffusée entre le 30 novembre 2016 et le 25 janvier 2017 sur Syfy et au Canada sur Showcase.
En France, elle est diffusée depuis le 23 mai 2017 sur Syfy France au rythme de deux épisodes par semaine ; en Belgique à partir du 21 août 2017 sur RTL-TVI, et au Québec, à compter du 30 août 2017 à Séries+. Elle reste inédite dans les autres pays francophones.

## Synopsis
En 2074, les multinationales ont pris le contrôle de la Terre à la suite de catastrophes climatiques. Une division stricte de la société en deux zones distinctes apparaît la "zone verte", un paradis préservé où l’élite bénéficie d'avantages et la "zone rouge" où règnent le chaos. Ben Larson issus de la "zone rouge" va agir sous couverture comme jeune cadre et tenter de détruire le système de l'intérieur, pour sauver la femme qu'il aime.

## Distribution
- Sean Teale (VF : Adrien Larmande) : Ben Larson/Aaron
- Allison Miller (VF : Noémie Orphelin) : Laura Larson
- Eddie Ramos (VF : Benjamin Bollen) : Theo Marquez
- Julia Ormond (VF : Juliette Degenne) : Elizabeth Krauss
- Dennis Haysbert (VF : Paul Borne) : Julian (9 épisodes)
- Denyse Tontz (en) (VF : Kelly Marot) : Elena Marquez (8 épisodes)
- Ian Tracey (VF : David Krüger) : Terrence (7 épisodes)

### Acteurs récurrents
- Damon Herriman (VF : Frédéric Popovic) : Jonathan Hendrick (8 épisodes)
- Douglas Nyback (VF : Sébastien Desjours) : Roger Caplan (8 épisodes)
- Stephanie Belding (VF : Ariane Deviègue) : Rachel (8 épisodes)
- Pedro Miguel Arce (en) (VF : Pascal Casanova) : Semo (6 épisodes)
- David Hewlett (VF : Jérôme Rebbot) : Chad Peterson (4 épisodes)
- Saad Siddiqui (VF : Boris Rehlinger) : Marcus (4 épisodes)
- Mark Moses (VF : Guy Chapellier) : George Caplan (4 épisodes)
- Tahmoh Penikett (VF : Jérémy Prévost) : Goran (4 épisodes)
- Matt Landry (VF : Glen Hervé) : Anthony (3 épisodes)
- Peter Outerbridge (VF : Philippe Vincent) : Phill Brill (3 épisodes)

## Production

### Développement
Le projet débute en octobre 2014. Le pilote a été commandé le 6 avril 2015 à Pearl Street Films, la société de production de Matt Damon et Ben Affleck, CBS Television Studios et Universal Cable Productions.
En juillet 2015, Sean Teale, Georgina Haig et Eddie Ramos décrochent les rôles principaux, rejoints une semaine plus tard par Julia Ormond, et le mois suivant par Dennis Haysbert, David Hewlett et Ian Tracey.
En février 2016, Syfy commande la série, Georgina Haig est manquante dans le communiqué de presse. La remplaçante de l'interprète de Laura, Allison Miller est annoncée plus tard, et ses scènes sont tournées de nouveau. En août, Denyse Tontz est ajoutée à la distribution.
Le 27 février 2017, la série est annulée.

### Tournage
La série est tournée à Toronto.

## Épisodes
1. Ascension en interne (Vertical Mobility)
2. Restriction (Downsizing)
3. Ressources Humaines (Human Resources)
4. Limitation des coûts (Cost Containment)
5. Pertes et profits (Profit and Loss)
6. Kidnapping industriel (Sweating the Assets)
7. Exécutables (Executables)
8. Réalignement opérationnel (Operational Realignment)
9. Gestion de crise (Burning Platform)
10. Parachute doré (Golden Parachute)

## Accueil

### Réception critique
L'agrégateur de critiques Metacritic lui accorde une note de 62 sur 100 et celui de Rotten Tomatoes un score de 75 %.